# بوب روبرت (مدرب كرة سلة)
بوب روبرت (بالإنجليزية: Bob Rupert)‏ هو مدرب كرة سلة أمريكي، ولد في 1931.

## روابط خارجية
- بوب روبرت على موقع كلية كرة السلة في سبورتس رفرنس.كوم (الإنجليزية)